# 酒井勉
酒井 勉（さかい つとむ、1963年6月27日 - ）は、千葉県船橋市出身の元プロ野球選手（投手）、プロ野球コーチ。

## 経歴

### プロ入り前
中学2年まで捕手を務めていたが、この年に投手へ転向する。
東海大浦安高校では、1981年夏の千葉大会準々決勝に進むが、銚子商に完封負け。東海大学へ進学。同期に関根勝美（朝日生命）、2年下に荻原満など好投手がおり、あまり出番はなかった。首都大学リーグでは在学中6回の優勝を経験。リーグ通算11試合登板し1勝1敗。他の大学同期に渡辺伸治がいる。
大学からの卒業後に日立製作所へ入社すると、1988年の都市対抗野球に出場した。日立では通算33勝を挙げた。同年のNPBドラフト会議で、阪急ブレーブスの買収によって創設されたばかりのオリックス・ブレーブスから1位で指名。結局、オリックス球団の1期生として入団するとともに、阪急時代から在籍している渡辺と再びチームメイトになった。

### プロ入り後
1989年はサイドスローから繰り出す、スピードはないが重い球質の直球と打者の裏をかいて打ち取る頭脳的な投球術でシーズン前半は先発、後半は抑えで9勝9セーブ（7敗）を挙げ、渡辺智男（西武）との激しいマッチレースを制して新人王に選ばれる。
1992年には一軍公式戦で10勝を挙げたが、翌1993年のシーズン中盤に、厚生省（当時）指定の特定疾患（難病）黄色靭帯骨化症を患っていることが判明。背骨の一部を摘出する大手術を受けたため、1993年のシーズン終了後には、日本プロ野球史上初の複数年契約（3年契約）を結んだ。契約期間中は、チームの世代交代の時期と重なったことなどを背景に、一軍への復帰を果たせなかった。3年契約の最終年に当たる1996年に現役を引退。

### 現役引退後
オリックスの二軍マネージャー、アスピア学園関西野球専門学校（廃校）の監督、野球解説者を歴任。2001年から2003年までは、オリックスの二軍・サーパス神戸の投手コーチを務めた。
2004年からオリックスのスカウトに転身すると、平野佳寿などの獲得に尽力。2008年のテリー・コリンズ監督辞任を機に、同年5月22日から2010年まで再び二軍投手コーチを務めた。この時期に西勇輝を主力投手へ育て上げたが、2011年に再びスカウトへ転じた。
2012年に、東北楽天ゴールデンイーグルスの二軍投手コーチへ就任。2013年から二軍チーフ投手コーチへ異動になったが、2014年には、7月2日から同月23日まで二軍監督代行を務めた。二軍監督代行を務めたのは、2014年5月に一軍監督の星野仙一が自身と同じ黄色靭帯骨化症と腰痛の併発によって休養している間に、一軍の監督代行が佐藤義則（本来は一軍投手コーチ）→大久保博元（本来は二軍監督）と変遷したことによる。7月24日に星野が一軍監督に復帰したことに伴って、大久保も二軍監督に復帰したことから、酒井も二軍投手コーチに復帰。大久保が一軍監督に昇格した2015年には二軍監督を務めたが、シーズン終了後に球団へ退団を申し入れ、10月4日に退団が発表された。
2016年から、コーチとしてオリックスに復帰。背番号は80。復帰当初は一軍投手コーチのベンチ担当を任されていたが、チームも一軍の投手陣もレギュラーシーズンの開幕から不調に陥ったことから、4月13日には小林宏と入れ替えでブルペン担当に配置転換されると、さらに4月17日には星野伸之と入れ替えで育成コーチへ配置転換された。その後、2020年8月19日まで育成コーチを務め、同20日に育成統括コーチに配置転換された。2021年シーズンは新設されたメンタルコーチに就任し、背番号が無くなった。同年11月10日、2021年限りで退団することが発表された。
退団後は学生野球資格回復制度によりアマ野球指導者資格を取得、翌2022年より金沢学院大学野球部のコーチに転身した。
2024年より母校・東海大学硬式野球部コーチに就任。

## エピソード
- 東海大学3年時まではオーバースローだった。4年になった春に同校野球部の見学にきた、当時解説者だった藤田元司から「酒井君の腰の回転はサイドスローに向いてるよ」とサイドスロー転向を勧められ、それまでのオーバースローからサイドスローにチェンジ。酒井はインタビューで「サイドにしてから、スムーズに投げられるようになった。藤田さんには本当に感謝しています」と語っている[19]。
- オリックス投手時代の一軍公式戦にはおおむね先発で登板していたが、入団1年目のシーズン後半から2年目の前半までは、チーム事情からストッパー（抑え役）を任されていた。もっとも、先発願望が強いあまり、当時受けていたインタビューでは「僕より球が速く、（酒井の持ち球にない）フォークがあるタカ（当時のチームメイトだった伊藤隆偉）の方が抑え役に向いている」という表現で先発への復帰を繰り返し訴えていた。
- プロ野球の指導者としては、前述した自身の経験から、制球難などで伸び悩んでいるオーバースローの投手にサイドスローへの転向を勧める傾向が見られる。楽天では相原和友[20]、オリックスでは戸田亮・大山暁史・古川秀一・髙木伴・齋藤綱記を、実際にサイドスローへ転向させた[21]。オリックス二軍投手コーチ時代の2010年には、オーバースローからの投球時にピッチャーズプレートの三塁側を踏んでいた高卒2年目（当時）の西に対して、一塁側を踏むことを助言。西がこの助言を実戦で取り入れたところ、勝負球であるシュートを生かせるようになった。さらに、翌2011年に一軍公式戦で入団後初めての2桁勝利（10勝）を挙げたことを機に、一軍の先発陣へ定着している。

## 詳細情報

### 年度別投手成績
| 年 度     | 球 団      | 登 板 | 先 発 | 完 投 | 完 封 | 無 四 球 | 勝 利 | 敗 戦 | セ 丨 ブ | ホ 丨 ル ド | 勝 率 | 打 者 | 投 球 回 | 被 安 打 | 被 本 塁 打 | 与 四 球 | 敬 遠 | 与 死 球 | 奪 三 振 | 暴 投 | ボ 丨 ク | 失 点 | 自 責 点 | 防 御 率 | W H I P |
| --------- | ---------- | ----- | ----- | ----- | ----- | -------- | ----- | ----- | -------- | ----------- | ----- | ----- | -------- | -------- | ----------- | -------- | ----- | -------- | -------- | ----- | -------- | ----- | -------- | -------- | ------- |
| 1989      | オリックス | 36    | 16    | 5     | 0     | 2        | 9     | 7     | 9        | --          | .563  | 650   | 154.2    | 141      | 25          | 49       | 5     | 3        | 118      | 1     | 0        | 67    | 62       | 3.61     | 1.23    |
| 1990      | オリックス | 31    | 10    | 2     | 1     | 0        | 6     | 5     | 5        | --          | .545  | 440   | 105.1    | 87       | 20          | 34       | 1     | 8        | 80       | 4     | 0        | 50    | 48       | 4.10     | 1.15    |
| 1991      | オリックス | 20    | 19    | 3     | 1     | 0        | 5     | 8     | 0        | --          | .385  | 451   | 99.2     | 108      | 12          | 48       | 1     | 6        | 68       | 1     | 1        | 58    | 46       | 4.15     | 1.57    |
| 1992      | オリックス | 22    | 21    | 9     | 1     | 1        | 10    | 11    | 0        | --          | .476  | 649   | 156.0    | 140      | 16          | 52       | 2     | 7        | 105      | 1     | 1        | 59    | 57       | 3.29     | 1.23    |
| 1993      | オリックス | 8     | 6     | 1     | 1     | 0        | 3     | 0     | 0        | --          | 1.000 | 185   | 41.0     | 41       | 5           | 23       | 0     | 0        | 24       | 0     | 0        | 21    | 21       | 4.61     | 1.56    |
| 通算：5年 | 通算：5年  | 117   | 72    | 20    | 4     | 3        | 33    | 31    | 14       | --          | .516  | 2375  | 556.2    | 517      | 78          | 206      | 9     | 24       | 395      | 7     | 2        | 255   | 234      | 3.78     | 1.30    |

- 各年度の太字はリーグ最高
- 「-」は記録なし

### 表彰
- 新人王（1989年）
- サンスポMVP新人賞（1989年[22]）

### 記録
初記録
- 初登板・初先発・初完投・初勝利：1989年4月13日、対ロッテオリオンズ3回戦（川崎球場）、9回2失点
- 初セーブ：1989年9月10日、対日本ハムファイターズ23回戦（東京ドーム）、8回裏から2番手で登板、2回無失点
- 初完封：1990年7月20日、対福岡ダイエーホークス16回戦（平和台球場）

その他の記録
- オールスターゲーム出場：1回（1992年）

### 背番号
- 18（1989年 - 1996年）
- 73（2001年 - 2003年）
- 75（2008年 - 2010年、2012年 - 2015年）
- 80（2016年 - 2020年）